# Veranópolis (ort)
Veranópolis är en ort i Brasilien.   Den ligger i kommunen Veranópolis och delstaten Rio Grande do Sul, i den södra delen av landet, 1 500 km söder om huvudstaden Brasília. Veranópolis ligger 669 meter över havet och antalet invånare är 19 861.
Terrängen runt Veranópolis är kuperad åt sydost, men åt nordväst är den platt. Veranópolis är det största samhället i trakten.
I omgivningarna runt Veranópolis växer i huvudsak städsegrön lövskog. Runt Veranópolis är det ganska glesbefolkat, med 29 invånare per kvadratkilometer.